# Opel GT

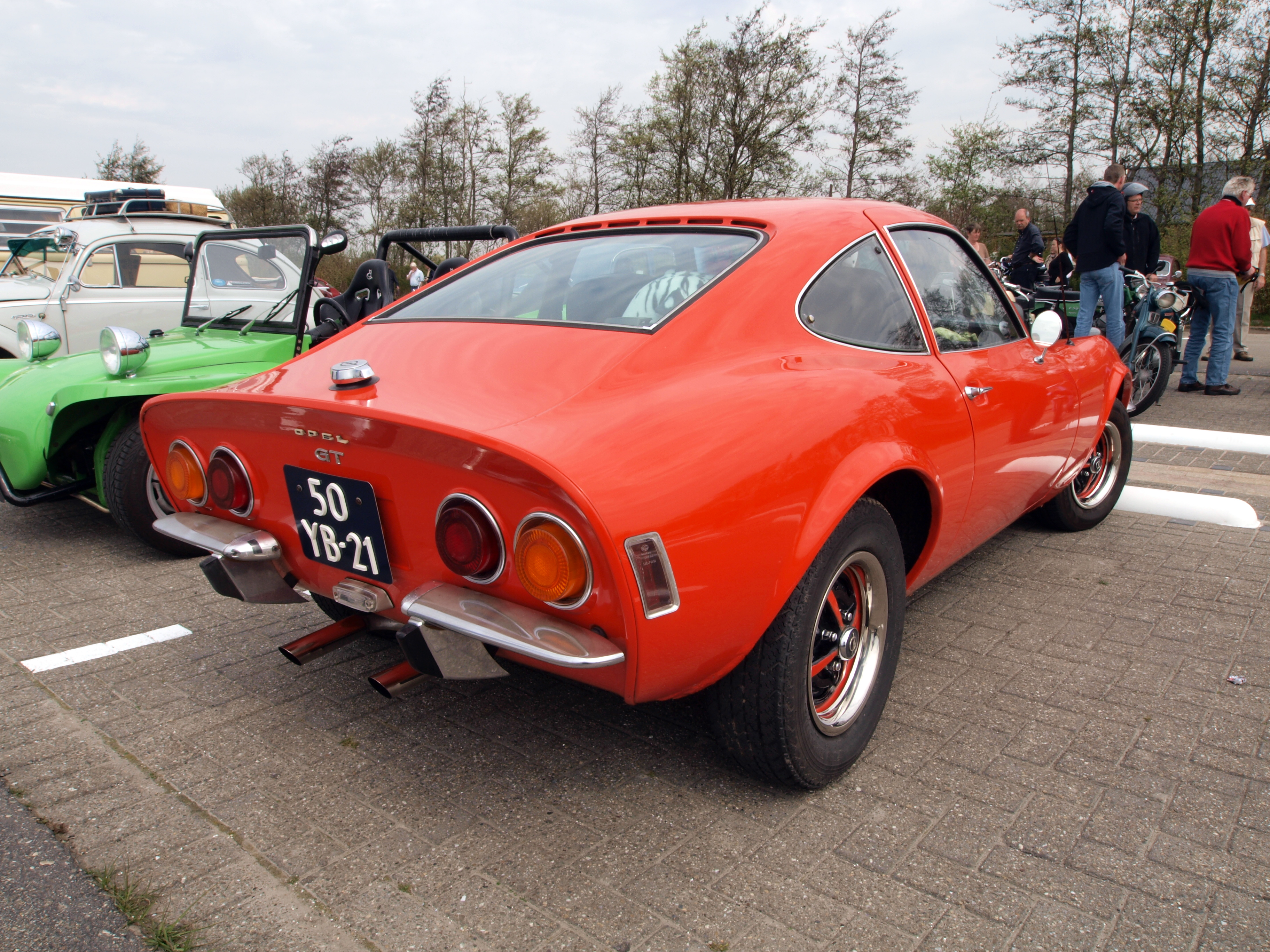
Achterzijde.

De Opel GT is een sportieve auto van Opel, die in twee generaties geleverd is.

## Eerste generatie
De eerste generatie is een GT coupé. Dit model was destijds baanbrekend en was het eerste sportieve model van het populaire Duitse merk. 
De eerste generatie Opel GT (1968-1973) debuteerde in 1965 als stylingoefening op de autosalons van Parijs en Frankfurt. Hoewel de Opel GT door trouwe fans wordt betiteld als "Het Europese antwoord van Opel op de Chevrolet Corvette" was de GT gebaseerd op de Kadett B en bij lange na niet zo een sportwagen als de Corvette. Wel zijn er styling overeenkomsten en het schijnt dat de '65 concept GT als inspiratiebron diende voor de opvolgende ('67) Corvette. In september 1968 kwam de GT officieel op de markt. De productieauto gebruikte mechanische onderdelen van de eigentijdse Opel Kadett B en een tweedeurs hardtopcarrosserie van de Franse aannemer Brissonneau & Lotz. 

### Kenmerken
De wagen werd ontworpen door Clare Mac Kichan en Erhard Schnell. Tijdens de Internationale Automobilausstellung van Frankfurt (1969) werd een halfopen prototype gepresenteerd, de Opel Aero GT. Deze targa-uitvoering werd echter nooit in productie genomen.
De Opel GT werd geleverd met een 1100 of 1900-motor en bleef van augustus 1968 tot juli 1973 in productie. In 1970 werd de 1100 uit productie genomen, daar voor in de plaats kwam in 1971 de GT/J. Deze uitvoering was eenvoudiger dan de GT-versie. In plaats van een oliedruk- en ampèremeter had de GT/J controlelampjes, hij had geen verlichting in de motorruimte en het belangrijkste verschil is dat al het chroom werd vervangen door matzwarte rubbers en er rallystrepen op de zijkant van de auto werden aangebracht. De GT/J werd geleverd in vier niet-metallic kleuren: oranje, blauw, knalgeel, okergeel. Een groot deel van de geproduceerde exemplaren zijn voor de Amerikaanse markt gebouwd.

### Productie
De carrosserie van de GT werd niet in Duitsland gemaakt maar bij de Franse firma Chausson. Chausson stuurde daarna de kale carrosserieën door naar de Franse firma Brissonneau&Lotz (B&L). B&L stond in voor het spuitwerk en het monteren van bedrading, interieur, ramen en chroomwerk. Daarna gingen de carrosserieën per trein naar Duitsland om in de fabriek in Bochum te worden afgebouwd met de mechaniek. Tijdens de productie werden nauwelijks wijzigingen aan het model aangebracht. In 1973 stopte de productie omdat de toeleveringsbedrijven Chausson en Brissonneau & Lotz door Renault werden overgenomen en omdat de Amerikaanse veiligheidseisen steeds strenger werden.

## Tweede generatie
In 2007 is opnieuw een auto onder de naam Opel GT op de markt gebracht, dit maal ging het om een roadster. Deze was in Nederland leverbaar tot eind 2009. Deze generatie was technisch gebaseerd op de eveneens sportieve Pontiac Solstice. Het plaatwerk komt overeen met de Saturn Sky en de Daewoo G2X.

## Technische kenmerken
| Kenmerk                  | GT 1900                                         | GT 1100                                                | GT Roadster                         |
| ------------------------ | ----------------------------------------------- | ------------------------------------------------------ | ----------------------------------- |
| Maximale snelheid (km/h) | 185                                             | 157                                                    | 229                                 |
| Acceleratie (0-100 km/h) | 11,5                                            | 16,5                                                   | 5,7                                 |
| Motor                    | viercilindermotor met Solex registercarburateur | viercilindermotor met twee Solex valstroomcarburateurs | direct ingespoten viercilinderturbo |
| Vermogen                 | 66 kW bij 5100 tpm                              | 44 kW bij 5200 tpm                                     | 194 kW bij 5300 tpm                 |